# Martin Dornes
Martin Dornes (* 10. Dezember 1950 in Heidelberg; † 25. Dezember 2021 in Frankfurt am Main) war ein deutscher Soziologe, Psychologe und Psychotherapeut.

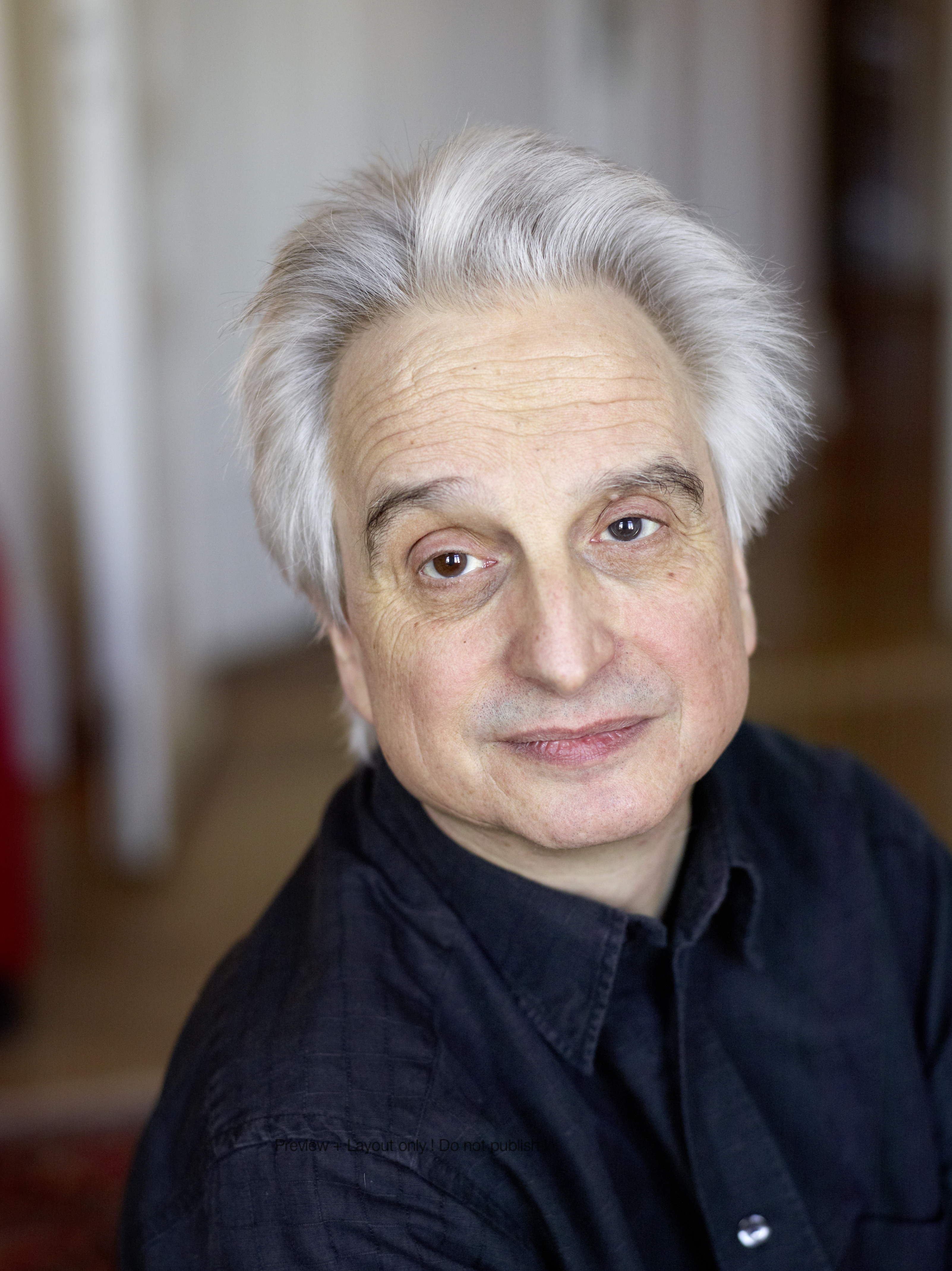
Martin Dornes (2012)

Seine Forschungsschwerpunkte lagen in den Bereichen Entwicklungspsychologie, Psychoanalyse, Sozialisationstheorie, Familienforschung und Eltern-Kind-Beziehung.

## Leben
Dornes studierte von 1970 bis 1978 Soziologie an der Universität Frankfurt am Main. Nach dem Abschluss (Diplom) promovierte er hier 1992. 1981 veröffentlichte er eine Studie zu René A. Spitz. Er absolvierte eine Ausbildung zum Gruppenpsychotherapeuten (Abschluss 1993) und habilitierte sich 1996 für Psychoanalytische Psychologie an der Universität Kassel. Bis 2005 war er dort Privatdozent.
Im Zeitraum von 1983 bis 2002 arbeitete er als Kliniker und Forscher in den Bereichen Psychiatrie, Psychosomatik, Sexualmedizin und Medizinischer Psychologie. Von 2002 bis 2014 war er Mitglied im Leitungsgremium des Frankfurter Instituts für Sozialforschung. Martin Dornes verstarb am 25. Dezember 2021 in Frankfurt am Main im Alter von 71 Jahren.

## Forschung und Theorie
In seinen Büchern behandelte Dornes sowohl neuere psychoanalytisch-entwicklungspsychologische Theorien (insbesondere die von Joseph D. Lichtenberg, Daniel N. Stern und Peter Fonagy) als auch nahezu alle wichtigen Themen der frühkindlichen sozioemotionalen Entwicklung unter Berücksichtigung der empirischen Befundlage aus anderen Disziplinen – z. B. die Aggressionsentwicklung bei kleinen Kindern, die Ursachen und Folgen von Kindesmisshandlung, die Symbiose-, Bindungs- und Mentalisierungstheorie, Konzepte zu Risiko- und Schutzfaktoren für seelische Gesundheit, aber auch sozialpolitisch wichtige Themen wie die Folgen zunehmender nicht-elterlicher Betreuung im frühen Kindesalter oder die familiären Wurzeln von Jugendgewalt.

### Der kompetente Säugling
Martin Dornes stand dem rekonstruktiven Ansatz innerhalb der Psychoanalyse skeptisch gegenüber und plädierte für eine verstärkte Einbeziehung empirischer Forschungsbefunde. Der Versuch, aus der Erinnerung von Patienten eine Theorie der frühkindlichen psychischen Entwicklung abzuleiten, führe zu gravierenden Fehleinschätzungen. Im Rückbezug auf die Kritik von Emanuel Peterfreund am „Adultomorphismus“ psychoanalytischer Standardbegriffe und einem „mythologischen“ Selbstverständnis psychoanalytischer Entwicklungspsychologie kann die empirische Säuglingsforschung einen erheblichen Beitrag zur Entmythisierung psychoanalytischer Ideologie leisten. „Das reale und das rekonstruierte Kind fallen damit vollständig auseinander.“ Dabei verstand Dornes seinen Beitrag als kritische Weiterentwicklung psychoanalytischer Forschung.
Eine an der Empirie orientierte Perspektive führt zu einem veränderten Bild der frühen Kindheit. Dornes übernahm den Begriff vom kompetenten Säugling, der uranfänglich auf eine dialogische Beziehung zu seiner Umgebung angelegt und angewiesen ist: „Der Säugling erscheint nun als aktiv, differenziert und beziehungsfähig, als Wesen mit Fähigkeiten und Gefühlen, die weit über das hinausgehen, was die Psychoanalyse bis vor kurzem für möglich und wichtig gehalten hat.“ Psychische Entwicklungen und Fehlentwicklungen werden stärker auf reale frühkindliche Interaktions- und Kommunikationserfahrungen zurückgeführt und nicht auf davon unabhängige oder ihnen vorausgehende phantasiebedingte intrapsychische Konflikte. Tatsächlich gebe es eine solche unterstellte Phantasiefähigkeit in diesem frühen Alter nicht. Entscheidend seien hier vornehmlich die Phantasien der Eltern. Zwar werden Beziehungserfahrungen nachträglich auch in der Phantasie be- und überarbeitet, aber darüber, ob ein Kind psychisch gesund bleibt oder krank wird, entscheiden in erster Linie gute oder schlechte Erfahrungen mit den Eltern.
Diese Auffassung schließt kritisch an die Tradition der psychoanalytisch inspirierten Säuglings- und Kleinkindbeobachtung an, wie sie von René Spitz, Margaret Mahler und Donald Winnicott begonnen wurde. Sie bedient sich darüber hinaus der Erkenntnisse der Bindungstheorie John Bowlbys und der kognitiven Entwicklungspsychologie Jean Piagets. Dabei werden zunächst Einwände gegen die rekonstruktiv-spekulative Tendenz psychoanalytischer Begriffsbildung bestätigt, wie sie von Emanuel Peterfreund (1978) und Thomä/Kächele (1985) vorgebracht wurden. Herkömmliche Vorstellungen über die Frühentwicklung erweisen sich so als „adultomorphe“ (vom Erwachsenen wird auf das Kind rückprojiziert), „theoretikomorphe“ („Der Säugling ist so, wie die Theorie über ihn es vorschreibt“) oder „pathomorphe Mythen“ (manifeste Störungen beim Erwachsenen werden als Fixierung oder Regression auf normale Entwicklungsphasen betrachtet; die „normale“ Entwicklung wird aufgrund von Störungsbildern rekonstruiert). Insbesondere Margaret Mahlers Entwicklungsmodell unterzog er hierbei einer ausführlichen Kritik. Die Vorstellung eines anfänglichen Autismus sowie das Konzept einer anschließenden „symbiotischen Phase“ seien nicht haltbar.
Dornes plädierte für ein „Simultanparadigma“, das psychoanalytische Begriffe und Verhaltensbeobachtung vereinigt. Wenn der Säugling keine ihm von der Psychoanalyse unterstellten Phantasien hat und diese Fähigkeit erst in der weiteren Entwicklung erwirbt, so kann doch gezeigt werden, dass es die Phantasien der Eltern sind, die die frühe Interaktion formen: „Der Säugling ist Empfänger, nicht Sender von Botschaften.“ Ist der Säugling aber zunächst Objekt der Phantasien der Mutter – die unter Umständen ihre inneren Konflikte mittels Mimik, Gestik, Stimmlage und Körpersprache auf das Kind überträgt –, so kann die Mutter daraufhin befragt und die resultierende Interaktion zwischen ihr und dem Baby beobachtet werden. Ein psychoanalytischer Begriff wie „Introjektion“ etwa muss dann nicht mehr spekulativ im Rahmen des Triebparadigmas erklärt werden, sondern kann durch empirische Anschauung unmittelbar als Effekt von Interaktion verstanden werden: „Die einen beschreiben das Wie, die anderen das Warum. Beides ist wichtig, und beides zusammen ergibt erst einen vollen Eindruck von der Komplexität der (frühen) zwischenmenschlichen Beziehungen.“

### Die Modernisierung der Seele
In seinem Buch Die Modernisierung der Seele (2012) stehen nicht mehr entwicklungspsychologische Themen im Vordergrund, sondern familienpsychologische und zeitdiagnostische. Die Leitfrage ist nun zum einen, ob Kinder und Jugendliche unter modernen Bedingungen des Aufwachsens zunehmend überfordert sind und vermehrt psychisch erkranken; zum anderen, ob Eltern, verunsichert durch die Anforderungen einer enttraditionalisierten und individualisierten Gesellschaft, in der Erziehung ihrer Kinder zunehmend versagen. Im Durchgang durch die Theorie- und Forschungslage zu den Chancen und Risiken kindlicher Entwicklung in liberalen Gesellschaften kam Dornes zu dem Schluss, dass pessimistische Szenarien über den Zustand von Kindheit und Familie unbegründet sind, die überwiegende Mehrheit der Eltern ihrer Erziehungsaufgabe gewachsen ist und die Kinder sich entsprechend gut entwickeln.

### Macht der Kapitalismus depressiv?
In Macht der Kapitalismus depressiv? (2016) wird das Thema der in Dornes’ Augen einseitigen und dramatisierenden Debatten über Erziehungs-, Familien- und Psychokrisen noch einmal aufgenommen. Er befasste sich nun ausführlich mit der Behauptung, psychische Erkrankungen im Allgemeinen und Depressionen im Besonderen hätten in den letzten Jahren oder Jahrzehnten als Folge zunehmend erschöpfender „neoliberal-kapitalistischer“ Lebens- und Arbeitsbedingungen zugenommen, und zeigte auf, dass es dafür keine überzeugenden Belege gibt. Seine Schlussfolgerung lautete: Einer psychosozialen Kapitalismuskritik, die sich auf die These zunehmender psychischer Erkrankungen stützt, fehle das Fundament; den Kindern und Jugendlichen gehe es heute so gut wie nie zuvor. Das wird von anderen Psychologen und Sozialwissenschaftlern bestritten.

## Veröffentlichungen
Bücher
- Der kompetente Säugling. Frankfurt/M. (Fischer) 1993 (16. Aufl. 2015)
- Die frühe Kindheit. Frankfurt/M. (Fischer) 1997 (10. Aufl. 2013)
  - Psychanalyse et psychologie du premier âge, traduit de l’allemand par Claude Vincent, préface de Jean Laplanche, Paris, Puf, coll. «Bibliothèque de la psychanalyse», 2002 ISBN 978-2-13-050307-1
- Die emotionale Welt des Kindes. Frankfurt/M. (Fischer) 2000 (6. Aufl. 2014)
- Die Seele des Kindes. Frankfurt/M. (Fischer) 2006 (4. Aufl. 2013)
- Die Modernisierung der Seele. Kind-Familie-Gesellschaft. Frankfurt/M. (Fischer) 2012 (1. Aufl.)
- Macht der Kapitalismus depressiv? Über seelische Gesundheit und Krankheit in modernen Gesellschaften. Frankfurt/M. (Fischer) 2016 (1. Aufl.)

Aufsätze u. a. (Auswahl)
- Kinder depressiver Eltern. In: WestEnd. Neue Zeitschrift für Sozialforschung, 5. Jg., 2008, Heft 2: 55–77
- Ambivalenzen moderner Kindheit: Kinder zwischen Freiheit und Verletzlichkeit. In: G. Suess und W. Hammer (Hrsg.): Kinderschutz. Stuttgart (Klett-Cotta) 2010, 46–62
- Die Modernisierung der Seele. In: Psyche. Zeitschrift für Psychoanalyse und ihre Anwendungen 64, 2010: 995–1033
- Emotionaler Kapitalismus. In: Psyche. Zeitschrift für Psychoanalyse und ihre Anwendungen 65, 2011: 1113–1125
- Die meisten Menschen sind nicht überfordert. Interview. In: Psychologie Heute 39. Jg., Heft 5, 2012: 30–36
- Symbiose. In: W. Mertens (Hrsg.): Handbuch psychoanalytischer Grundbegriffe. Stuttgart u. a. (Kohlhammer, 4., überarb. und erw. Aufl. 2014), 916–923
- Macht der Kapitalismus depressiv? In: Psyche. Zeitschrift für Psychoanalyse und ihre Anwendungen 69, 2015: 115–160
- Hungerwahn? Eine Kritik an der medialen Dramatisierung von Essstörungen. In: Forum der Psychoanalyse 34, 2018: 81–97. DOI:10.1007/s00451-017-0284-9